# 우리가 말하지 않은 것
우리가 말하지 않은 것(生きちゃった, All the Things We Never Said)은 일본에서 제작된 이시이 유야 감독의 2020년 드라마 영화이다. 나카노 타이카 등이 주연으로 출연하였다.

## 출연

### 주연
- 나카노 타이카
- 와카바 류야
- 오오시마 유코

### 조연
- 박정범